# Canthidium steinheili
Canthidium steinheili är en skalbaggsart som beskrevs av Edgar von Harold 1880. Canthidium steinheili ingår i släktet Canthidium och familjen bladhorningar. Inga underarter finns listade.